# Peter Reber
Peter Reber, né le 28 avril 1949 à Berne, est un auteur-compositeur-interprète suisse.

## Biographie
Après la dissolution de son groupe Peter, Sue & Marc en 1981, Reber rêve d'acheter un bateau avec sa femme Livia et de traverser l'Atlantique. Il revient en 1984 avec l'album Grüeni Banane. Il publie d'autres albums s'inspirant de ses voyages.
En novembre 2004, il sort Winterland, un album de chansons de Noël, où il chante en duo avec sa fille Nina.
En janvier 2006, dans Reber Rock, vingt-six groupes suisses reprennent ses chansons les plus connues dans leurs différents genres pour lui rendre hommage.
Par ailleurs, il est auteur-compositeur-interprète pour d'autres artistes. Il écrit Swiss Lady, la chanson représentant la Suisse au Concours Eurovision de la chanson 1977, interprétée par Pepe Lienhard. Il dirige aussi l'orchestre pour la Suisse lors du Concours Eurovision de la chanson 1980, pour la chanson Cinéma interprétée par Paola. Le groupe Peter, Sue & Marc a représenté la Suisse au concours quatre fois.

## Discographie
- D’Schnapsbrönnerei im Paradies (1975)
- Grüeni Banane (1985)
- Jede bruucht sy Insel (1986)
- Dr Sunne entgäge (1988)
- Ufem Wäg nach Alaska (1990)
- I wünsche dir (1993)
- Timbuktu (1998)
- Winterzyt – Wiehnachtszyt (1998)
- Ds Hippygspängschtli ufem Schuelwäg (2003)
- Winterland (2004)
- Himel & Ärde (2006)
- Es Läbe voll Lieder (2010)
- Nimm mi mit (2011)
- Schöni Wiehnachte (2011)
- E chli ewig - das grosse Live Konzert (2012)
- Mit den Gezeiten (Santiano avec Peter Reber, 2013)

## Source de traduction
- (de) Cet article est partiellement ou en totalité issu de l’article de Wikipédia en allemand intitulé « Peter Reber » (voir la liste des auteurs).